# 白别列加
白别列加（羅馬化：Belyye Berega）是俄罗斯布良斯克州的市级镇，属州辖市布良斯克市，位于第聂伯河流域内杰斯纳河支流斯涅热季河（Снежеть）畔，在州府布良斯克东南约18（11英里）。
该地2021年人口有8,354人；2010年人口9,642；2002年人口10,637；1989年人口10,759。